# Eugen Dreisch
Eugen Dreisch (* 10. März 1882 in Würzburg; † nach 1936) war ein deutscher Architekt und Kunstsammler.

## Leben
Als Architekt war Dreisch hauptsächlich in München aktiv. Er entwarf vor allem Wohnanlagen und Mietshäuser. Dreisch sammelte unter anderem Werke von Ernst und Bernhard Fries.

## Bauten (Auswahl)
- Leinthalerstraße 7, Freimann (1909)
- Hohenzollernstraße 54, Schwabing-West (1911)
- zwei Neubauten für das Schertlinhaus, Burtenbach (1912)[3]
- Franz-Heinrich-Straße 14, Selb (Erstentwurf, 1922)[4]
- Versailler Straße 21, Steinhausen (München) (1927)
- Schneckenburger Straße 33–41, Steinhausen (1927)
- Prinzregentenstraße 92–100, Steinhausen (1927)
- Wohnanlage an der Geroltstraße (Wohnungsgenossenschaft München West), Schwanthalerhöhe, München (1927, mit Emil Freymuth, Herbert Landauer)[5]
- Flachsiedlung Neuharlaching (1928) (mit Wilhelm Scherer u. a.)
- Zu den heiligen vierzehn Nothelfern (München) (1936)
- Erweiterung der Pfarrkirche St. Emmeram (Englschalking) (1937)